# Valdemanco
Valdemanco è un comune spagnolo di 533 abitanti situato nella comunità autonoma di Madrid.